# Straße der Kaiser und Könige
Die Straße der Kaiser und Könige ist eine internationale touristische Straße, die entlang der Donau von Regensburg über Passau, Linz und Wien bis nach Budapest führt. Sie kann nicht nur zu Wasser, sondern auch mit der Bahn, mit dem Rad entlang des Donauradwegs oder zu Fuß über den Donausteig bereist werden.
Die Straße führt an prähistorischen und antiken Ausgrabungsstätten, mittelalterlichen Städten, Klöstern und Burgen, barocken Stiften, Schlössern und Residenzen vorbei. Auf dem Abschnitt von Regensburg bis Budapest können mehrere UNESCO-Welterbestätten besichtigt werden: der Obergermanisch-Raetische Limes, die Altstadt Regensburg, die Kulturlandschaft Wachau, die Wiener Altstadt, das Schloss Schönbrunn in Wien sowie die Andrássy-Straße und die Budaer Burg in Budapest.
Unter ihrem früheren Namen Vom Rhein und Main zur Donau wurde die Route bereits 1957 beworben. Das Motto Straße der Kaiser und Könige wurde 1989 auf Vorschlag Regensburgs eingeführt. In einer Broschüre der Stadt Regensburg wurde die Route daher 2016 als „älteste internationale Arbeitsgemeinschaft im deutschen Tourismus“ bezeichnet.

## Sehenswürdigkeiten

### Deutschland

#### Obergermanisch-Raetischer Limes
Der Obergermanisch-Raetische Limes trifft in der Nähe von Bad Gögging auf die Donau. Der Verlauf ist an manchen Stellen gut sichtbar. So  Beispielsweise in Eining können gut erhaltene Reste eines Limeskastells besichtigt werden.

#### Regensburg
Regensburg ist seit der Steinzeit besiedelt und eine der ältesten Städte Deutschlands. Die Römer gründeten 179 n. Chr. das Legionslager Castra Regina (Lager am Regen). Im Mittelalter hatte Regensburg seine wirtschaftliche Blütezeit durch den Fernhandel und entwickelte sich zu einer der damals wohlhabendsten Städte. Zahlreiche romanische und gotische Bauten in der Altstadt gehen auf das Mittelalter zurück. Seit dem 13. Juli 2006 zählt die Altstadt zum UNESCO-Weltkulturerbe.
Der Dom St. Peter wurde zwischen 1207 und 1525 erbaut und ist der architektonische Mittelpunkt der Stadt. Die beiden Domtürme wurden erst im Jahre 1859 fertiggestellt; der Domkreuzgang weist romanische und gotische Stilelemente auf. In der kleinen Allerheiligen-Seitenkapelle befinden sich farbige Fresken aus dem frühen 12. Jahrhundert.
Eine weitere Sehenswürdigkeit in Regensburg ist die Schottenkirche St. Jakob, eine der am besten erhaltenen romanischen Sakralbauten Süddeutschlands. Ihr Eingangsportal zählt zu den bedeutendsten romanischen Baudenkmälern Deutschlands. Über die Bedeutung der rätselhaften Bilderzyklen am Portal gibt es viele Deutungen, von denen jedoch keine als gesichert angesehen werden kann.
Die Steinerne Brücke wurde von 1135 bis 1146 errichtet und ist 350 Meter lang. Erhalten ist der stadtseitige Brückturm, in dem ein kleines Museum untergebracht ist.
Neben dem Brücktor befindet sich der Salzstadel von 1620, der 1992 renoviert und seither mit einem Café und Vortragsräumen ausgestattet ist. Unterhalb des Salzstadels liegt die historische Wurstkuchl, in der die Regensburger Bratwürste auf offenem Holzkohlefeuer zubereitet werden. Früher diente die Garküche der Versorgung der Bau- und Hafenarbeiter.

#### Straubing
Strupinga war die erste mittelalterliche Siedlung Straubings und war rund um den mittelalterlichen Friedhof St. Peter platziert. An dieser Stelle waren ursprünglich auch die römischen Kastellgebiete. Die Siedlung wurde im Jahre 1218 von Herzog Ludwig dem Kelheimer als Stadt neu gegründet und befindet sich im heutigen Stadtkern. Der Friedhof St. Peter zählt zu den wichtigsten Kirchhöfen Süddeutschlands.
Inmitten des Stadtplatzes erstreckt sich das Wahrzeichen Straubings, der gotische Stadtturm. Er wurde 1316 erbaut.
Eines der bekanntesten Museen in Straubing ist das Gäubodenmuseum mit einer Sammlung von römischen Gesichtshelmmasken und Ross-Stirnen. Nahe dem Museum befindet sich die Karmelitenkirche, eine sogenannte Bettelordenskirche, die zu Beginn des 18. Jahrhunderts von dem Architekten und Baumeister Wolfgang Dientzenhofer barock umgestaltet wurde.
Im Nordosten Straubings liegt das ehemalige Herzogschloss, welches über viele Jahrhunderte als Sitz wichtiger Zentralbehörden diente und heute noch als Finanzamt fungiert.
Veranstaltungen wie die Agnes-Bernauer-Festspiele, das Bluetone-Festival und das Gäubodenvolksfest finden in regelmäßigen Abständen in Straubing statt.

#### Passau

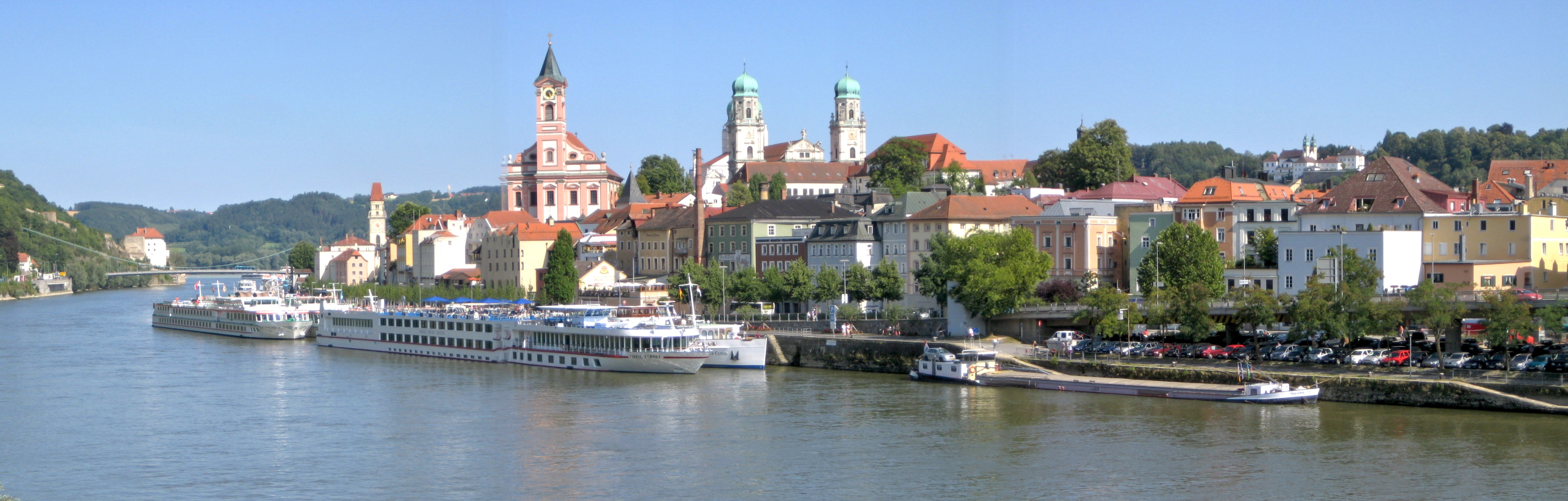
Die Altstadt Passaus an der Donau

Passau ist von drei Flüssen umgeben und wird daher auch als „Dreiflüssestadt“ bezeichnet. Vom Dreiflüsse-Eck aus sieht man den Zusammenfluss von Donau, Inn und Ilz. Zur Zeit der Römer wurde auf der Halbinsel zwischen Donau und Inn das Kastell Batavis errichtet, aus dem sich später der Name Passau entwickelte. 739 wurde Passau zum Bischofssitz und als der Kaiser 999 die weltliche Herrschaft über die Stadt dem Passauer Bischof übertrug, wurde die Stadt zum Hochstift. Nach dem Großbrand von 1662, der die gesamte Stadt in Schutt und Asche legte, beauftragte man italienische Barockmeister mit dem Wiederaufbau der Stadt. Das barocke Stadtbild ist bis heute gut sichtbar.
In Passau befinden sich die meisten Sehenswürdigkeiten im historischen Stadtkern. Der spätmittelalterliche Dom St. Stephan liegt über dem Residenzplatz Passaus, seine Fertigstellung dauerte mehrere Jahrhunderte. Nach dem Stadtbrand von 1662 wurde der Dom im barocken Baustil wieder aufgebaut. Über dem Hauptportal des Domes befindet sich die größte Orgel der Welt, die mit beinahe 18.000 Pfeifen ausgestattet ist.
Das Lamberg-Palais mit seiner Rokokofassade befindet sich direkt am Domplatz. Eine Schrifttafel in der Südwestecke des Platzes erinnert an den Passauer Vertrag von 1552, der die formale Anerkennung des Protestantismus darstellt. In der Mitte des Platzes steht das Denkmal des ersten bayerischen Königs Maximilian I. Joseph, der 1803 das alte Hochstift Passau säkularisierte und dem Königreich Bayern anschloss.
Eine weitere Sehenswürdigkeit ist der Passauer Tölpel, ein 500 Kilogramm schwerer Steinkopf, der beim Stadtbrand von 1662 vom Dom herabgefallen ist. Das Fragment liegt an der rechten Zufahrt vom Steinweg zum Domplatz.

### Österreich
Von Regensburg gelangt man über die ostbayrischen Städte Straubing, Deggendorf und Passau zur oberösterreichischen Hauptstadt Linz. Die Strecke von Passau nach Linz kann entweder über die Bundesstraße 130 oder am linken Ufer entlang bis Obernzell über eine Straßenverbindung erfolgen. Von dort aus lässt sich mit einer Fähre der Fluss überqueren. Der Donauradweg verläuft an beiden Seiten des Flusses, wobei die südliche Variante durchgehend bis Linz befahrbar ist.

#### Linz

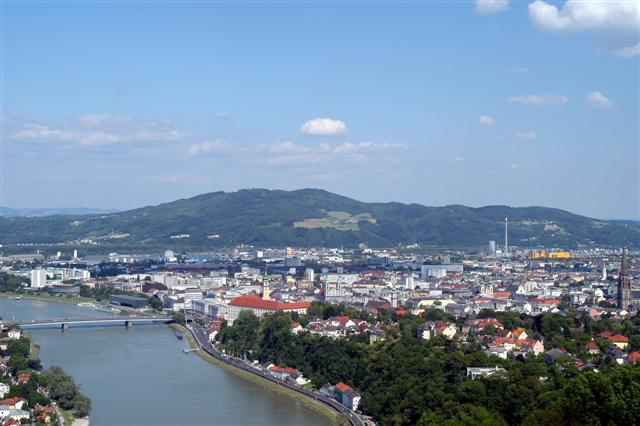
Die oberösterreichische Landeshauptstadt Linz

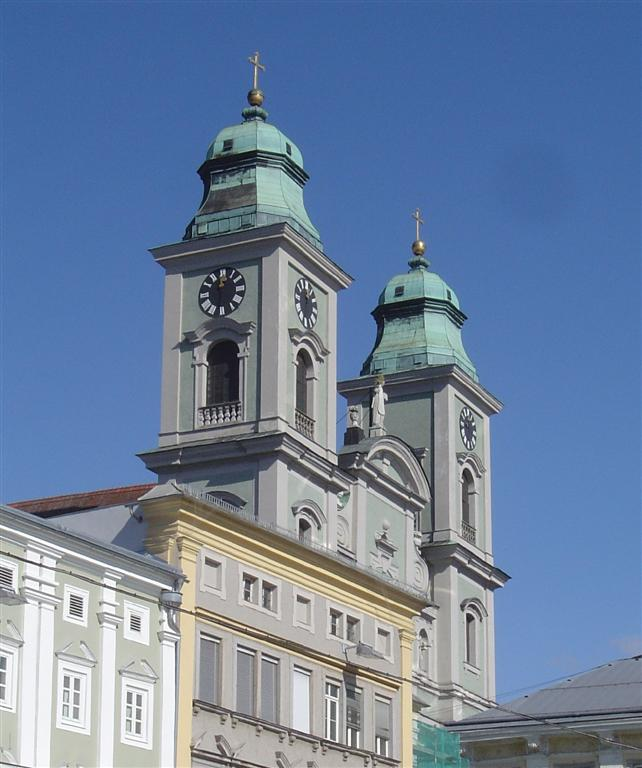
Der Alte Dom in Linz

Im ersten Jahrhundert n. Chr. errichteten die Römer ein Kastell namens Lentia, 799 wurde der Name Linz das erste Mal urkundlich erwähnt. In den Jahren von 1489 bis 1493 residierte der Kaiser Friedrich III. von Linz aus über das deutsch-römische Reich. Das Friedrichstor zum Linzer Schloss stammt aus der Zeit Friedrich III. In Linz waren bis in das 20. Jahrhundert vor allem Klein- und Mittelbetriebe angesiedelt. In den Jahren nach dem Zweiten Weltkrieg wurde Linz zu einer modernen Industrie- und Kulturstadt aufgebaut. Linz ist nach Wien der zweitgrößte Wirtschaftsstandort Österreichs und war 2009 Europäische Kulturhauptstadt.
Am Hauptplatz befindet sich die 20 Meter hohe Säule der Dreifaltigkeit, die 1723 aus Dankbarkeit für die überstanden Katastrophen und zum Schutz vor Krieg errichtet wurde.
Das Linzer Schloss wurde im 17. Jahrhundert von Rudolf II. errichtet, heute befindet sich dort das Schlossmuseum Linz. 1800 wurde der Südflügel des Schlosses bei einem Stadtbrand schwer beschädigt und im Kulturhauptstadtjahr 2009 in neuer Stahl-Glas-Architektur wieder eröffnet.
Der Alte Dom befindet sich am südlichen Ende des Hauptplatzes und wurde von den Jesuiten in den Jahren zwischen 1669 und 1683 erbaut. Die Orgel im Inneren des Domes wurde nach den Plänen von Anton Bruckner umgesetzt, der von 1856 bis 1868 als Domorganist tätig war.
Das Lentos Kunstmuseum in Linz ist ein Museum für moderne und zeitgenössischer Kunst. Hier werden Kunstwerke des 19. Jahrhunderts, der klassischen Moderne, des Expressionismus, aber auch zeitgenössische Kunst ausgestellt.
Zwischen dem Lentos und dem Brucknerhaus verläuft entlang des Ufers der Donaupark. Im September findet dort jährlich im Freien die Linzer Klangwolke statt. Neben klassischem Programm gibt es auch ein Programm für Kinder und die visualisierte Klangwolke, ein Potpourri aus moderner Musik in Kombination mit Laserstrahlen und Videoprojektionen und Feuerwerk.
Das Ars Electronica-Zentrum wurde 1996 erbaut, erstreckt sich über fünf Etagen und hat eine Fläche von 6.500 Quadratmeter. Bei Dunkelheit erleuchtet das Gebäude in Rot, Grün, Blau und Weiß. Das Museum beschäftigt sich mit Projekten an der Schnittstelle von Medienkunst, Technologie, Design und Wissenschaft.

#### Wachau
Die Donau passiert auf ihrem Weg durch Niederösterreich nicht nur das Weltkulturerbe Wachau, sondern auch die Städte Ybbs an der Donau, Melk, Krems, Langenlois, Tulln sowie das östlich von Wien liegende Auland Carnuntum Niederösterreich.
Die Geschichte der Wachau beginnt im Jungpaläolithikum zur Zeit der Neandertaler. Einer der wichtigsten prähistorischen Funde der Region ist die Venus von Willendorf. Während des Mittelalters war die Wachau überwiegend durch das Ministerialengeschlecht der Kuenringer beherrscht, die in den Burgen Aggstein und Dürnstein ansässig waren. Ende des 19. Jahrhunderts erlebte die Region entlang der Donau einen Aufschwung als Wiener Ausflugsgebiet und im Jahr 2000 setzte die UNESCO die Kulturlandschaft Wachau auf die Liste des zu schützenden Weltkulturerbes.
Zu den Sehenswürdigkeiten zählt das Schloss Schönbühel, welches auf einem Felsen erbaut wurde, der vierzig Meter über der Wasseroberfläche der Donau liegt. Das Schloss Schönbühel ist in Privatbesitz und daher nur vom Schiff aus oder entlang des Donauradweges zu begutachten.
Die um 1200 erbaute Burg Aggstein liegt auf einem 150 Meter langen Felsriff und ist eine der bekanntesten Burgruinen Österreichs. Der einstige Rittersaal der Burg kann auch heute noch für Bankette und Festessen in Anspruch genommen werden. Die Burgruine verfügt auch über eine eigene Kapelle, die für Trauungen genutzt werden kann.
Vis-à-vis der Burg Aggstein befindet sich der Ort Willendorf mit dem kleinen Museum Venusium, welches eine größere Nachbildung der Venus von Willendorf besitzt. 1908 wurde die steinzeitliche Skulptur in dieser Region entdeckt. Das Original befindet sich im Naturhistorischen Museum in Wien.
Im Schifffahrtsmuseum im Barockschloss Erla-Hof befindet sich eine lebensgetreue Nachbildung eines Treidlerzuges, der bis ins 19. Jahrhundert in Verwendung war und Schiffe und Flöße mit Hilfe von Zugpferden stromaufwärts schleppte.

#### Wien
Wien wurde 15 v. Chr. von den Römern als Grenzfestung Vindobona gegründet und war seit 1155 Residenzstadt von Herzögen und Erzherzögen von Österreich, von deutschen Königen und von Kaisern des Heiligen Römischen Reichs. Von 1278 bis 1918 hatte das Geschlecht der Habsburger 640 Jahre lang die Macht über Wien. Nach dem Ersten Weltkrieg kam es zum Zerfall der österreichisch-ungarischen Donaumonarchie, deren kulturelles und architektonisches Erbe aber bis heute nachwirkt. In Wien gibt es zwei UNESCO-Welterbestätten: die Wiener Altstadt und das Schloss Schönbrunn.
Der Stephansdom ist ein Wahrzeichen Wiens und repräsentiert 800 Jahre Stadtgeschichte. 1433 wurde der Südturm fertiggestellt, der Nordturm hingegen blieb bis heute unvollendet. Seit 1952 beherbergt der Nordturm die Pummerin, eine Riesenglocke, die ursprünglich im Südturm hing und nach dem Ende des Zweiten Weltkrieges wieder neu gegossen werden musste. In den Katakomben des Domes befinden sich die Gräber der frühen Habsburger Herzöge und zahlreiche Urnen mit den Eingeweiden von Mitgliedern des Herrscherhauses.
Die Hofburg zu Wien war vom 13. Jahrhundert bis 1918 die Residenz der Habsburger in Wien und ist seit 1946 Amtssitz des österreichischen Bundespräsidenten. Ein weiteres Gebäude der Hofburg ist die Stallburg, ein herrschaftlicher Renaissancepalast, der seit dem 18. Jahrhundert die Spanische Hofreitschule beherbergt.
Die neue Hofburg wurde 1913 fertiggestellt und beherbergt heute u. a. den Lesesaal der Österreichischen Nationalbibliothek und das Ephesosmuseum.
Kunsthistorisches Museum (seit 1891) und  Naturhistorisches Museum Wien (seit 1889) liegen gegenüber der Hofburg direkt an der Ringstraße. Zwischen den beiden Museen thront das Denkmal der Kaiserin Maria Theresia auf einem Sockel. Gegenüber dem Maria-Theresien-Platz befindet sich das 2001 eröffnete MuseumsQuartier, ein modernes Kulturareal, ausgestattet mit Museen, Shops, Cafés und Restaurants.
In nur wenigen Minuten gelangt man mit der Wiener U-Bahn vom Stadtzentrum zum Schloss Schönbrunn, dem ehemaligen Sommerdomizil der kaiserlichen Großfamilie. Im Schlosspark befindet sich auf einem Hügel die Gloriette und ein Kaffeehaus.

### Slowakei
Die Hauptstadt der Slowakei ist nur 60 km von Wien entfernt und liegt am Nationalpark Donauauen. Bratislava und Wien liegen so nahe beieinander wie keine anderen europäischen Hauptstädte und können auch mit dem Twin City Liner entlang der Donau erkundet werden.

#### Bratislava
Bratislava (deutsch: Pressburg) ist eine alte Grenz- und Brückenstadt, deren Geschichte zwischen 400 und 50 v. Chr. als keltische Stadt beginnt. Unter den Römern war das heutige Gebiet von Bratislava als Limes Romanum, als Grenze des Römischen Reiches, bekannt. Die slowakische Hauptstadt erhielt im Jahre 1217 das Stadtrecht und war von 1536 bis 1784 Hauptstadt von Ungarn.
Die Burg Devín (deutsch: Burg Theben) ist eine Ruine, die sich im gleichnamigen Stadtteil der slowakischen Hauptstadt befindet. Zur Zeit der Römer war die Burg eine Grenzstation des Römischen Reiches und diente als Schutz römischer Legionen. Ab dem 15. Jahrhundert wurde die heutige Ruine von verschiedenen ungarischen Adelsgeschlechtern bewohnt, bis die Festung im Jahre 1809 durch Napoleonische Truppen in die Luft gesprengt wurde. Seit 1961 ist die Burgruine ein Nationaldenkmal und wurde später zu einem Freilichtmuseum ausgebaut.
Der gotische St. Martinsdom ist nach dem Heiligen Martin von Tours benannt und ist das größte Kirchengebäude Bratislavas und befindet sich am westlichen Rand der Altstadt. Das Gebäude ist seit 2002 Kulturdenkmal und wurde im Jahr 2010 mit einer neuen Orgel ausgestattet.
Die Burg Bratislava wurde auf einem 85 Meter hohen Felsen über dem linken Ufer der Donau an der Kreuzung europäischer Handelswege erbaut und ist bereits seit der Steinzeit besiedelt. Heute beherbergt die Burganlage ein Museum und dient als Repräsentationsgebäude.

### Ungarn

#### Budapest
Die Geschichte Budapests beginnt mit der Gründung der ersten Siedlung namens Aquincum 89 v. Chr., die direkt an der Donau erbaut wurde. Aufgrund der günstigen Lage wurde die Siedlung zum Sitz des römischen Statthalters erklärt und beherbergte neben einer Festung auch einen Palast. Budapest war ursprünglich in zwei von der Donau getrennte Ortsteile gegliedert. Erst 1873 wurden die beiden Ortsteile zu Budapest zusammengefasst.
Eine der bekanntesten Sehenswürdigkeiten Budapests ist die Budaer Burg. Die UNESCO-Welterbestätte ist ein Symbol des Landes und beherbergt drei Kirchen, fünf Museen, mehrere historisch bedeutende Gebäude, Denkmäler, Plätze und ein Theater.
Die Andrássy Straße ist 2.310 Meter lang und verbindet die Innenstadt mit dem Stadtwäldchen. Seit 2002 zählt die Radialstraße mit der darunter fahrenden Milleniums-U-Bahn zum Weltkulturerbe. Entlang der Andrássy Straße befinden sich die schönsten eklektischen Gebäude von Budapest sowie das von Miklós Ybl erbaute Opernhaus.
Die Kettenbrücke ist die älteste Stadtbrücke Budapests und wurde im Auftrag von Graf István Széchenyi von dem Architekten William Tierney Clark entworfen. Während des Zweiten Weltkrieges wurde die Brücke stark beschädigt und 1949 zum 100. Jahrestag ihrer Erbauung wieder renoviert.
Das Parlament ist das größte Gebäude des Landes und wurde in den Jahren zwischen 1884 und 1904 nach den Plänen von Imre Steindl erbaut. Das Gebäude umfasst 691 Räume, ist 268 Meter lang und befindet sich direkt am Donauufer.
Zu den bekanntesten Kirchen der Stadt zählt die Basilika Sankt Stefan. Ihre Kuppel ist von jedem Ort der Stadt aus zu sehen. Die Basilika wurde zwischen 1851 und 1905 im klassizistischen Stil erbaut. Sie beherbergt die größte Reliquie der Ungarn, die mumifizierte Hand des ersten Königs und Namensgebers der Kirche.

## Orte entlang der Straße der Kaiser und Könige
(Die Reihenfolge entspricht dem Streckenverlauf von Regensburg bis Budapest)

### Deutschland
- Regensburg
- Barbing
- Donaustauf
- Bach an der Donau
- Wörth an der Donau
- Straubing
- Bogen
- Niederwinkling
- Offenberg
- Metten
- Deggendorf
- Niederalteich
- Osterhofen
- Winzer
- Künzing
- Hofkirchen
- Vilshofen an der Donau
- Windorf
- Tiefenbach
- Passau
- Salzweg
- Kellberg
- Obernzell
- Untergriesbach

### Österreich
- Freinberg
- Vichtenstein
- Esternberg
- Niederkappel
- Engelhartszell
- Neustift im Mühlkreis
- Pfarrkirchen im Mühlkreis
- Wesenufer
- St. Agatha
- Kirchberg ob der Donau
- Haibach ob der Donau
- Hofkirchen im Mühlkreis
- Lembach im Mühlkreis
- Kleinzell im Mühlkreis
- St. Martin im Mühlkreis
- Hartkirchen
- Aschach an der Donau
- Feldkirchen an der Donau
- Pupping
- Eferding
- Ottensheim
- Wilhering
- Linz
- Steyregg
- Asten
- St. Florian

Österreich (fortgesetzt)
- Mauthausen
- Enns
- Au an der Donau
- Naarn im Machlande
- Perg
- Mitterkirchen im Machland
- Baumgartenberg
- Klam
- Bad Kreuzen
- Grein
- St. Nikola an der Donau
- Waldhausen im Strudengau
- Persenbeug-Gottsdorf
- Ybbs an der Donau
- Maria Taferl
- Artstetten-Pöbring
- Leiben
- Melk
- Aggsbach
- Willendorf
- Spitz
- Weißenkirchen in der Wachau
- Rossatz-Arnsdorf
- Dürnstein
- Mautern an der Donau
- Furth bei Göttweig
- Krems an der Donau
- Herzogenburg
- Tulln an der Donau
- Zeiselmauer-Wolfpassing
- St. Andrä-Wördern
- Leobendorf
- Klosterneuburg
- Wien
- Nationalpark Donau-Auen
- Orth an der Donau
- Petronell-Carnuntum
- Hainburg an der Donau

### Slowakei
- Bratislava (Pressburg)

### Ungarn
- Mosonmagyaróvár
- Győr
- Pannonhalma
- Komárom
- Esztergom
- Visegrád
- Vác
- Szentendre
- Gödöllő
- Budapest